# مايك فوينتيس
مايك فوينتيس (بالإنجليزية: Mike Fuentes)‏ هو موسيقي أمريكي، ولد في 14 ديسمبر 1984 في سان دييغو في الولايات المتحدة.

## وصلات خارجية
- مايك فوينتيس على موقع ميوزك برينز (الإنجليزية)
- مايك فوينتيس على موقع ميوزك برينز (الإنجليزية)